# José López (jugador de fútbol sala)
José Manuel López García, más conocido como José López (Jaén, España, 6 de noviembre de 1981) es un jugador de fútbol sala. Su actual equipo es el Atlético Mengíbar de la Segunda División de la LNFS.

## Biografía
Jugador de fútbol sala criado en Jaén. Inició su carrera en la cantera del Jaén Fútbol Sala, donde ya destacó sus facultades como cierre.
El jugador que ejerce de capitán desde hace varias temporadas en el Jaén Paraíso Interior F. S. comenzó su trayectoria deportiva en el Águilas en la temporada 2002/2003. En la temporada 2004/2005 entró a formar parte del Jaén F. S. hasta que en la temporada 2007/2008 fichó por el Castro Urdiales. 
En el equipo cántabro solo estuvo una temporada y el jugador regresó de nuevo a Andalucía para jugar con el equipo cordobés de Bujalance donde estuvo dos temporadas. Desde la temporada 2010/2011 juega en el Jaén Paraíso Interior F. S., donde ha cosechado todos sus éxitos deportivos. En la temporada 2012/13, consigue el ascenso a Primera División. Su mayor logro con el club fue la Copa de España en el año 2015. Tras estar siete años seguidos en el Jaén Paraíso Interior F.S., decide marchar al Atlético Mengíbar, achacándolo al nivel que se exige en el equipo de la capital jiennense.

## Trayectoria
- 2003-2004: Águilas Fútbol Sala
- 2004-2007: Jaén Fútbol Sala
- 2007-2008: Castro Urdiales
- 2008-2010: MM Bujalance
- 2010-2017: Jaén Fútbol Sala
- 2017-Actualidad: Atlético Mengíbar

## Palmarés

### Campeonatos nacionales
- Copa de España (1):  2015.
- Subcampeón de Supercopa de España (1): 2015.

### Campeonatos regionales
- Copa de Andalucía (1):  2010.
- Subcampeón de Copa de Andalucía (1): 2009.
- Copa Diputación de Jaén (2):  2015 y 2018.
- Subcampeón de Copa Diputación de Jaén (1): 2017.

### Logros
- MVP Copa de España (1): 2015.
- Ascenso a Primera División (1): 2012/13.